# Brayelin Martínez
Brayelin Elizabeth Martínez est une joueuse de volley-ball dominicaine née le 11 septembre 1996 à  Saint-Domingue. Elle mesure 2,01 m et joue au poste de réceptionneuse-attaquante. Elle totalise 93 sélections en équipe de République dominicaine.

## Clubs
| Club              | De        | À         |
| ----------------- | --------- | --------- |
| Distrito Nacional | 2010-2010 | 2010-2010 |
| Centro            | 2010-2010 | 2010-2010 |
| Mirador           | 2011-2011 | 2011-2011 |
| Distrito Nacional | 2012-2012 | 2012-2012 |
| Mirador           | 2013-2014 | 2014-2015 |
| Neruda Volley     | 2015-2016 | …         |

## Palmarès

### Équipe nationale
- Coupe panaméricaine
  - Vainqueur : 2014[2]
  - Finaliste : 2013, 2015[3]
- Jeux d'Amérique centrale et des Caraïbes
  - Vainqueur : 2014.
- Championnat d'Amérique du Nord
  - Vainqueur : 2019
  - Finaliste : 2013, 2015.
- Championnat du monde des moins de 23 ans
  - Finaliste : 2013.
- Championnat du monde des moins de 20 ans
  - Vainqueur : 2015.
- Coupe panaméricaine des moins de 23 ans
  - Vainqueur : 2012, 2014.
- Championnat d'Amérique du Nord des moins de 18 ans
  - Finaliste : 2012.
- Championnat d'Amérique du Nord des moins de 20 ans
  - Vainqueur : 2012.

### Distinctions individuelles
- Coupe panaméricaine de volley-ball féminin des moins de 18 ans 2011 : Meilleure attaquante.
- Championnat d'Amérique du Nord de volley-ball féminin des moins de 18 ans 2012 : Meilleure marqueuse et meilleure attaquante.
- Championnat d'Amérique du Nord de volley-ball féminin des moins de 20 ans 2012 : Meilleure marqueuse.
- Championnat du monde féminin de volley-ball des moins de 18 ans 2013 : Meilleure réceptionneuse-attaquante.
- Championnat du monde de volley-ball féminin des moins de 23 ans 2013 : Meilleure réceptionneuse-attaquante.
- Coupe panaméricaine de volley-ball féminin des moins de 23 ans 2014 : Meilleure marqueuse, meilleure attaquante et MVP.
- Championnat du monde de volley-ball féminin des moins de 23 ans 2015 : Meilleure réceptionneuse-attaquante[4].
- Championnat du monde de volley-ball féminin des moins de 20 ans 2015 : Meilleure réceptionneuse-attaquante et MVP[5].
- Championnat d'Amérique du Nord féminin de volley-ball 2019 : MVP[6].